# ژان-پل روسیون
ژان-پل روسیون (فرانسوی: Jean-Paul Roussillon‎؛ ۵ مارس ۱۹۳۱ – ۳۱ ژوئیهٔ ۲۰۰۹) یک هنرپیشه اهل فرانسه بود.
از فیلم‌ها یا برنامه‌های تلویزیونی که وی در آن نقش داشته است می‌توان به قزل‌آلا، انتقام تفنگداران اشاره کرد.